# یگاوی
یگاوی یک روستا در ایران است که در دهستان مرغا واقع شده‌است. یگاوی ۸۱ نفر جمعیت دارد.